# Подушка таламуса
Подушка таламуса (лат. pulvinar thalami, или просто лат. pulvinar) — это группа ядер (телец нейронов), расположенных в таламусе (части промежуточного мозга позвоночных) животных. Эта группа ядер совокупно называется пульвинаром, или подушкой таламуса (лат. pulvinar thalami), а как коллекция отдельных ядер — пульвинарными ядрами, или ядрами подушки таламуса (лат. nuclei pulvinares thalami).
Ядра подушки таламуса принято относить к латеральной группе ядер таламуса у грызунов и у хищных млекопитающих. Однако у человека и других высших приматов их выделяют в отдельную группу ядер таламуса.

## Анатомическое строение
По принятому соглашению, группу ядер подушки таламуса делят на четыре ядра:
| Буквенно-цифровое обозначение по Terminologia Anatomica | Латинское наименование согласно Terminologia Anatomica | Наименование на английском | Наименование на русском             |
| ------------------------------------------------------- | ------------------------------------------------------ | -------------------------- | ----------------------------------- |
| A14.1.08.611                                            | nucleus pulvinaris anterior                            | anterior pulvinar nucleus  | Переднее ядро подушки               |
| A14.1.08.612                                            | nucleus pulvinaris inferior                            | inferior pulvinar nucleus  | Нижнее ядро подушки                 |
| A14.1.08.613                                            | nucleus pulvinaris lateralis                           | lateral pulvinar nucleus   | Латеральное (боковое) ядро подушки  |
| A14.1.08.614                                            | nucleus pulvinaris medialis                            | medial pulvinar nucleus    | Медиальное (срединное) ядро подушки |

Эти ядра имеют следующие связи с другими частями головного мозга:
- Латеральное (боковое) и нижнее ядра подушки таламуса имеют тесные связи со зрительной корой больших полушарий головного мозга.
- Дорсальная часть латерального ядра подушки таламуса имеет тесные связи с задней париетальной областью коры больших полушарий головного мозга и с так называемым дорсальным пучком.
- Медиальное (срединное) ядро подушки таламуса имеет тесные связи с поясной корой, задней париетальной корой, премоторной и префронтальной областями коры больших полушарий головного мозга.[1]
- Подушка таламуса также получает входящую информацию от верхних холмиков четверохолмия. Эти нервные волокна заканчиваются в нижнем, латеральном (боковом) и медиальном (срединном) ядрах подушки таламуса, и, по-видимому, играют роль в поддержании саккадических и компенсирующих их антисаккадических движений глаз,[2][3] а также в регуляции зрительного внимания.[4][5]

## Клиническое значение
Повреждение ядер подушки таламуса может приводить к синдромам пренебрежения зрительными сигналами на стороне поражения, а также к нарушениям концентрации зрительного внимания.

## У других животных
Значение подушки таламуса различно у разных видов позвоночных животных. Подушка таламуса практически отсутствует как ярко выраженная таламическая структура у крыс и других грызунов. А у кошек и других хищных млекопитающих подушка таламуса, вследствие своего малого размера и слабой отделённости от латеральной группы ядер, традиционно объединяется в группу вместе с латеральным задним ядром, так называемую латеральную заднюю-подушковидную группу. Между тем у человека подушка таламуса составляет около 40 % всего объёма таламуса, что делает её самой крупной группой таламических ядер у человека.
Исследования на обезьянах-мармозетках показывают, что афферентные импульсы, исходящие из получающей входную информацию от сетчатки (ретинореципиентной) области нижнего ядра подушки (медиальной области этого ядра) в область зрительной коры MT, имеют ключевое значение для созревания зрительной коры MT и дорсального пучка, а также могут частично замещать неврологический дефицит, возникающий вследствие повреждения первичной зрительной коры (области V1).

## Этимология
Слово «пульвинар» (англ. pulvinar) происходит от лат. pulvinus, что буквально означает «подушка». Подобно тому, как шейка матки (цервикс, англ. cervix) в английских научных текстах часто называется просто цервиксом (cervix), при том, что правильное латинское наименование её — лат. cervix uteri (шейка матки), и это не порождает никакой неоднозначности, так как никакую другую анатомическую структуру ныне цервиксом не называют, так и подушку таламуса (лат. pulvinar thalami, англ. pulvinar of the thalamus) часто называют просто «пульвинаром» (pulvinar), и это также не порождает никакой неоднозначности. Никакая другая анатомическая структура в сегодняшней анатомической терминологии не называется пульвинаром. Каждое из ядер подушки таламуса имеет свой собственный набор кортикальных проекций (связей с корой больших полушарий).

## Дополнительные изображения
- Таламус
- Глубокий разрез ствола головного мозга. Латеральный вид.
- Глубокий разрез ствола головного мозга. Дорсальный вид.
- Схема, показывающая центральные соединения зрительных нервов и зрительные тракты.
- Головной мозг человека в средне-сагиттальном разрезе, вид слева.